# Янка Купала
Янка Купала (на беларуски: Я́нка Купа́ла), псевдоним на Иван Доминикович Луцевич, е беларуски поет, драматург и писател.

## Биография
Роден е в с. Вязинка, днес в Минска област.
Известен е като пропагандатор на беларуския език и противник на русификацията на Беларус. Той е един от класиците на беларуската поезия и драматургия. След Октомврийската революция възпява социалните преобразования.
Член е на Академията на науките на Беларуската ССР от 1928 г. Народен поет е на Беларуската ССР от 1925 г. Носител на Държавна награда на СССР от 1941 г.

## Частична библиография
- „Жалейка“, стихосбирка (1908)
- „Овчарска свирка“, стихосбирка (1908)
- „Сън на могилата“, поема (1910)
- „Гуслар“, стихосбирка (1910)
- „Павлинка“, комедия (1912)
- „Сън на могилата“, поема (1912)
- „Гробът на лъва“, поема (1913)
- „Заврени зетьове“, пиеса (1913)
- „По пътя на живота“, стихосбирка (1913)
- „Разтурено гнездо“, пиеса (1913)
- „На орлетата“, стихосбирка (1923)
- „Неизказаното“, поема (1924)
- "Край река Ареса, поема (1933)
- „Борисов“, поема (1934)
- „От сърце“, стихосбирка (1940)